# Handel House Museum

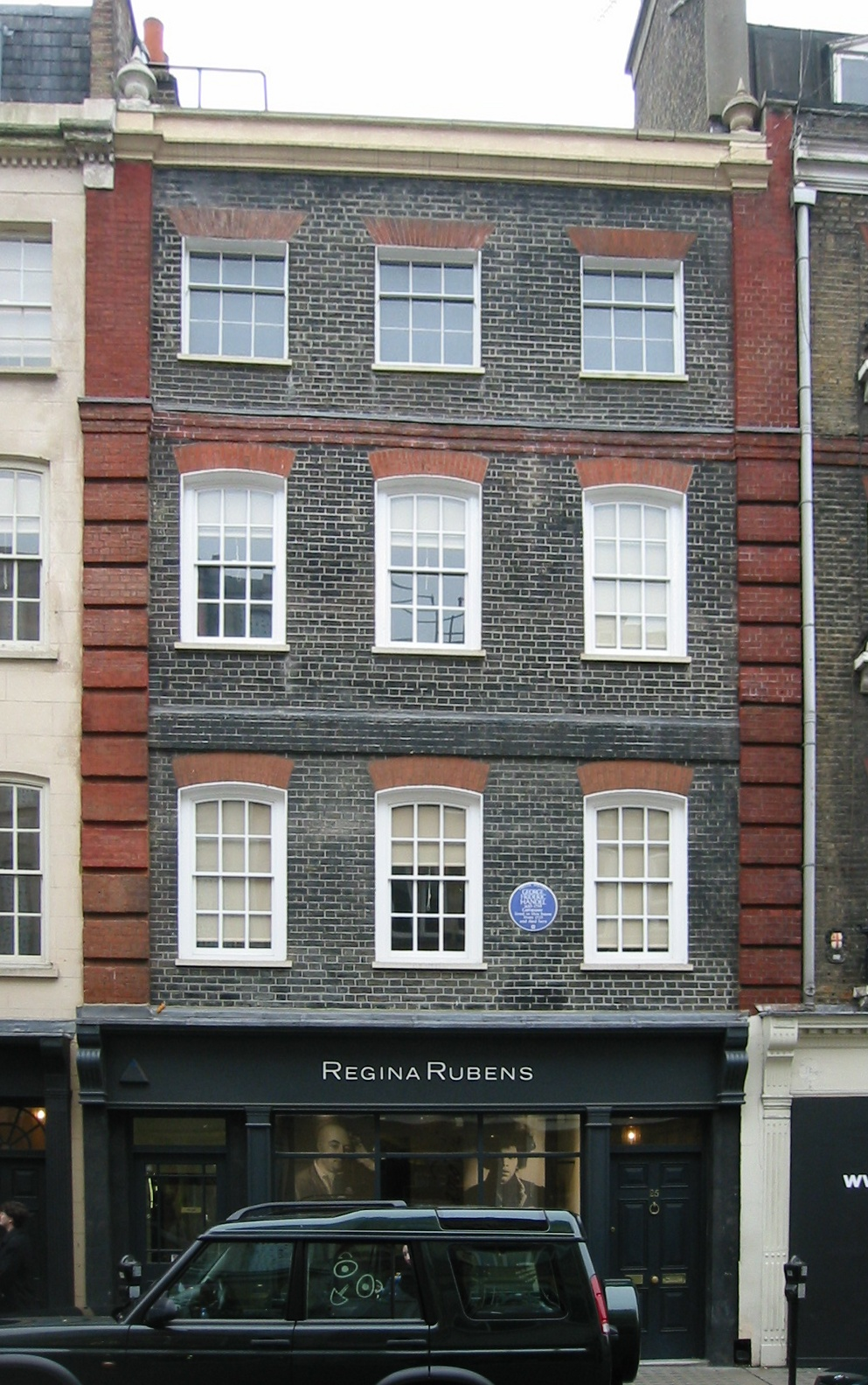
Handel House Museum in Brook Street, Londen

Het Handel House Museum is een museum dat gewijd is aan het leven van de componist Georg Friedrich Händel (1685-1759). Het staat in de wijk Mayfair in Londen. In dit pand heeft ook de gitarist Jimi Hendrix korte tijd gewoond, van 1968 tot 1969.
Het museum is voor het publiek geopend sinds 8 november 2001. De ruimtes aan 23, Brook Street worden gebruikt voor eigentijdse tentoonstellingen. Naast de museumfunctie vinden er regelmatig gratis en betaalde klassieke muziekconcerten plaats op instrumenten uit de 18e eeuw.
Het huis op 25, Brook Street werd gehuurd en bewoond door Händel tussen 1723 en zijn overlijden in 1759. Het huis is gerestaureerd naar de periode waarin Händel hier woonde. Veel historische elementen zijn dus hersteld, maar niet allemaal origineel 18e-eeuws. Het huis bevat veel authentieke schilderijen en instrumenten uit die tijd en bestaat uit meerdere ruimtes zoals de slaapkamer en woonkamer van Händel.
Het gebouw is een typisch huis uit de georgiaanse stijlperiode met een kelder, 3 verdiepingen en een zolderverdieping. Op de 1e en 2e verdieping bevindt zich het museum; de bovenste twee etages zijn verhuurd aan een liefdadigheidsinstelling, genaamd "Handel House Trust". Het idee voor het museum komt van de musicoloog en Händel-kenner Stanley Sadie en stamt uit 1959.